# 卑路乍灣公園

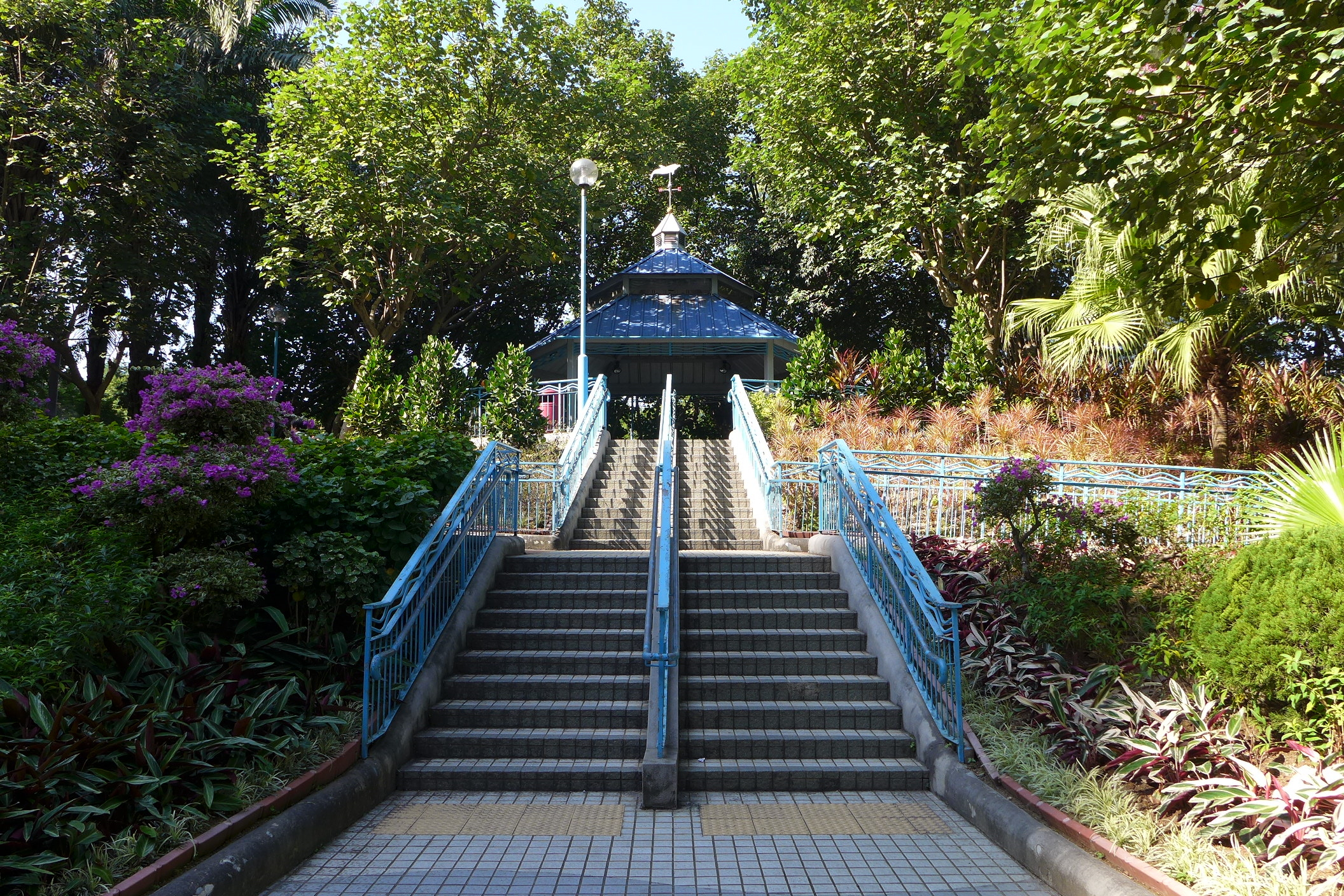
觀日亭

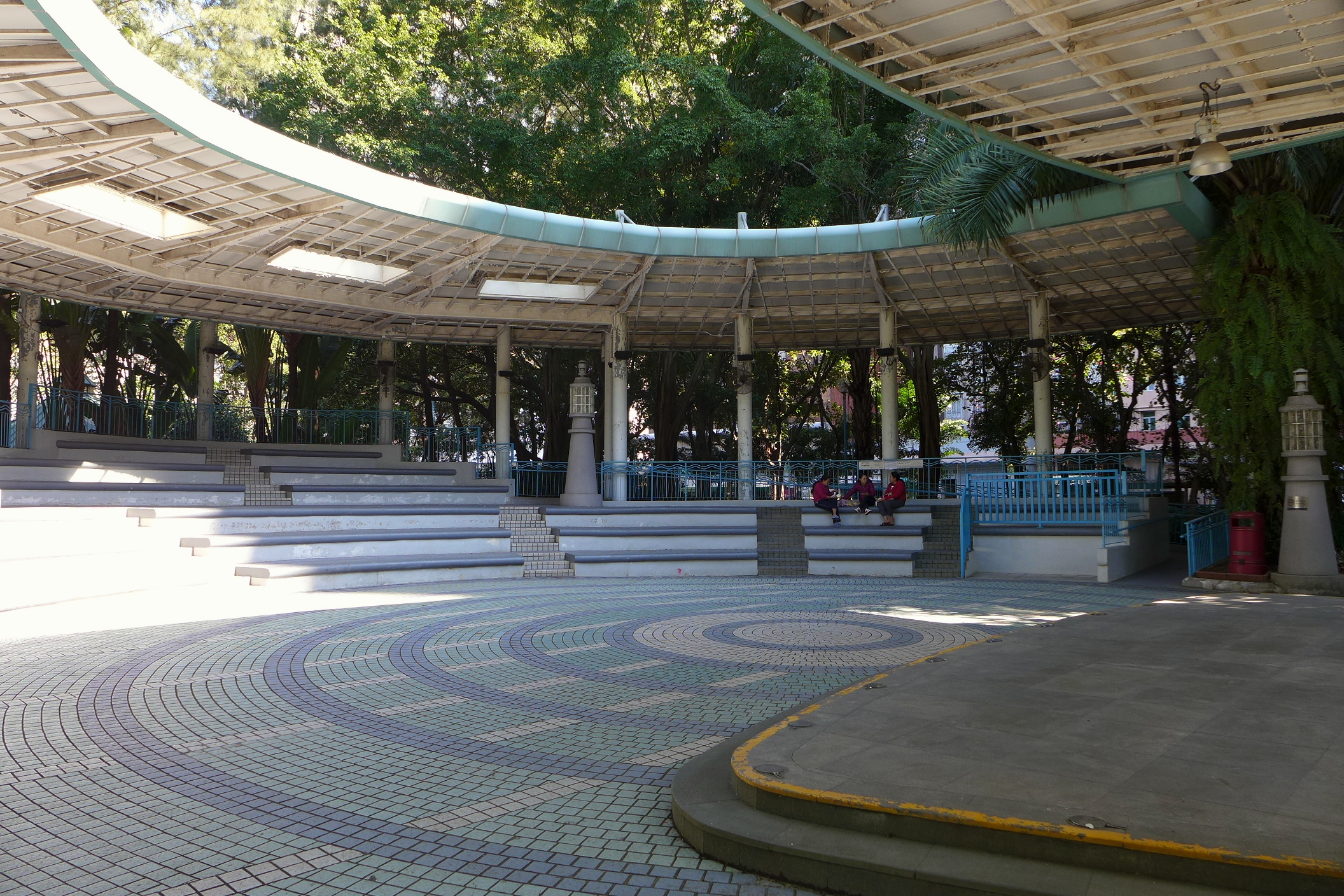
露天劇場

卑路乍灣公園（英語：Belcher Bay Park）是香港一處由康樂及文化事務署管理的公園，位於香港島堅尼地城堅彌地城海旁38號對面。公園在落成時稱為卑路乍灣臨時公園（英語：Belcher Bay Temporary Park），曾於1999年1月獲頒「綠化都市顯才華獎勵計劃」總冠軍金獎，其後於2002年改為現名，總面積有100米×300米。

## 歷史
卑路乍灣公園是一處新填海而得的一片平地。在堅彌地城海旁以北，以前是維多利亞港水域之一部份。

## 禁煙安排
此場地全面禁煙。

## 實景

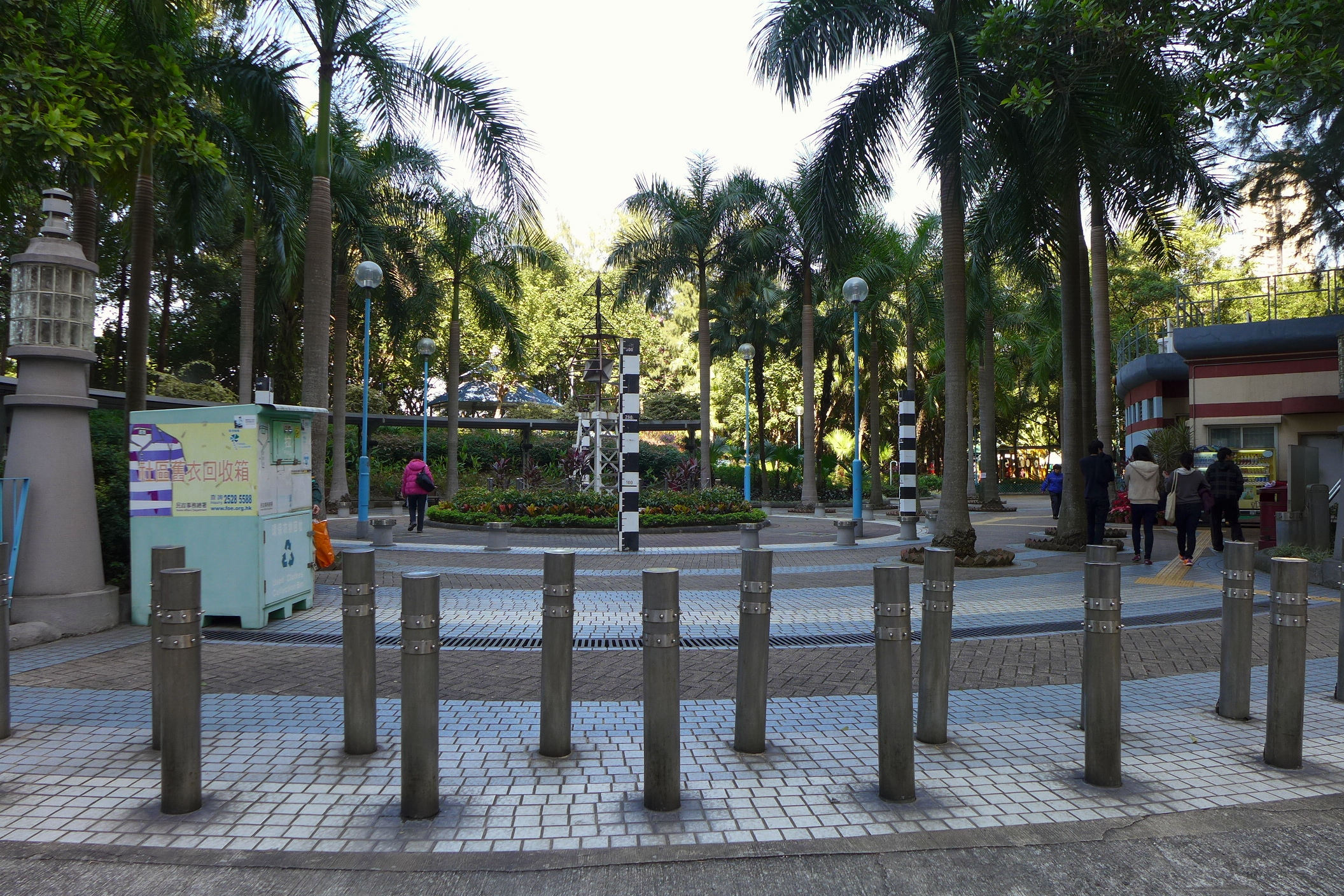
西面入口廣場放置浮標
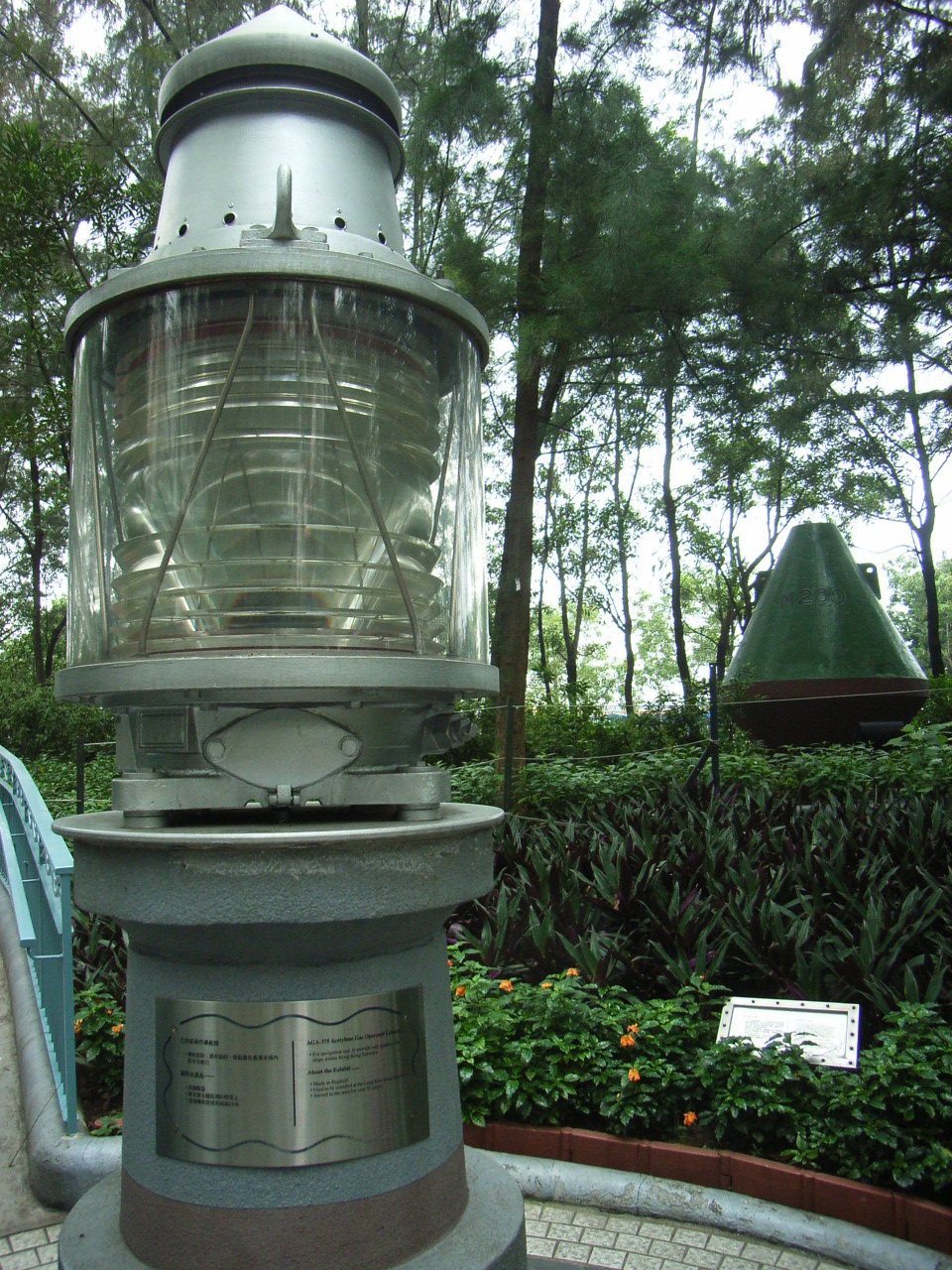
古航物展品：導航燈
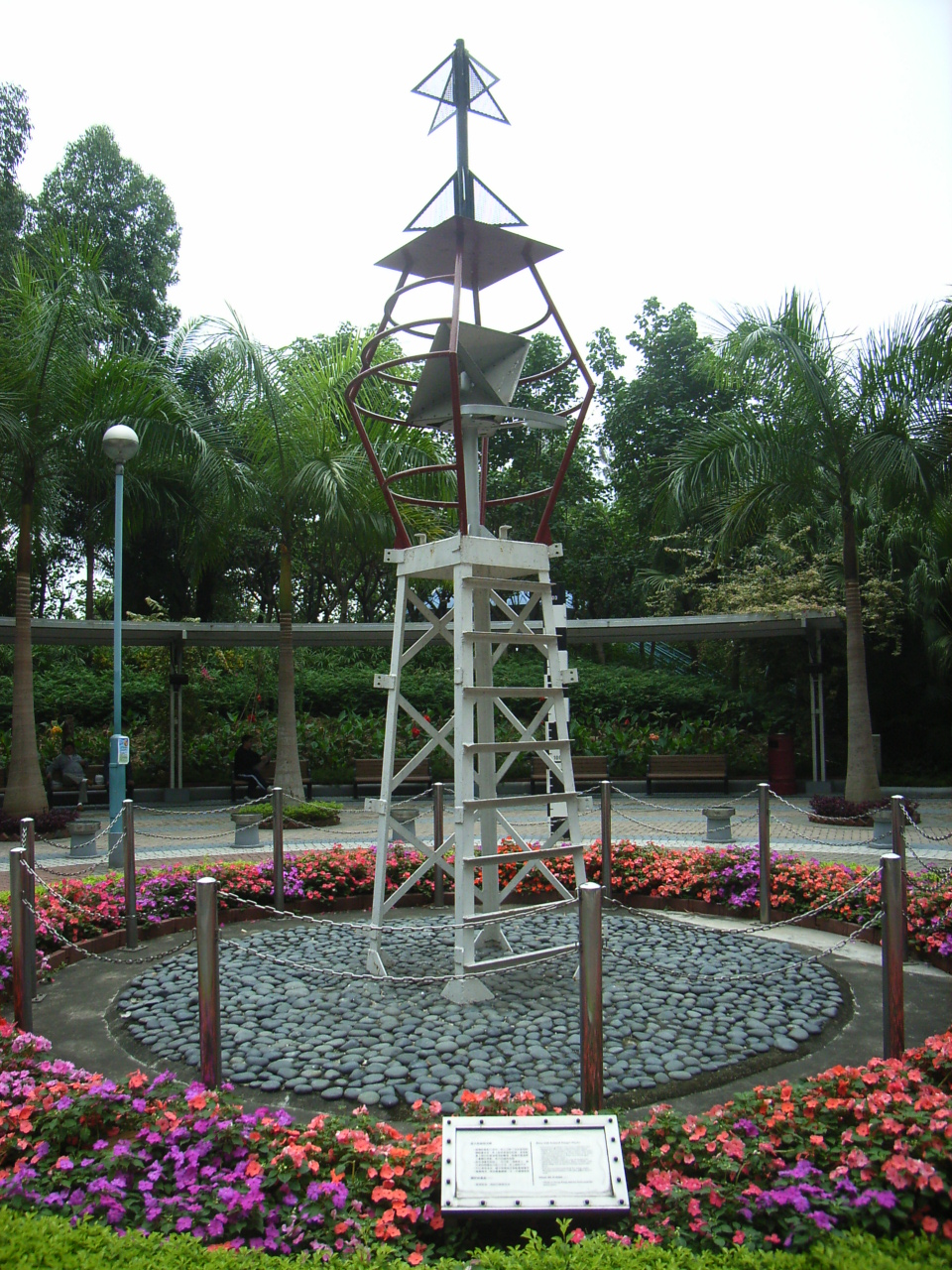
古航物展品：浮標
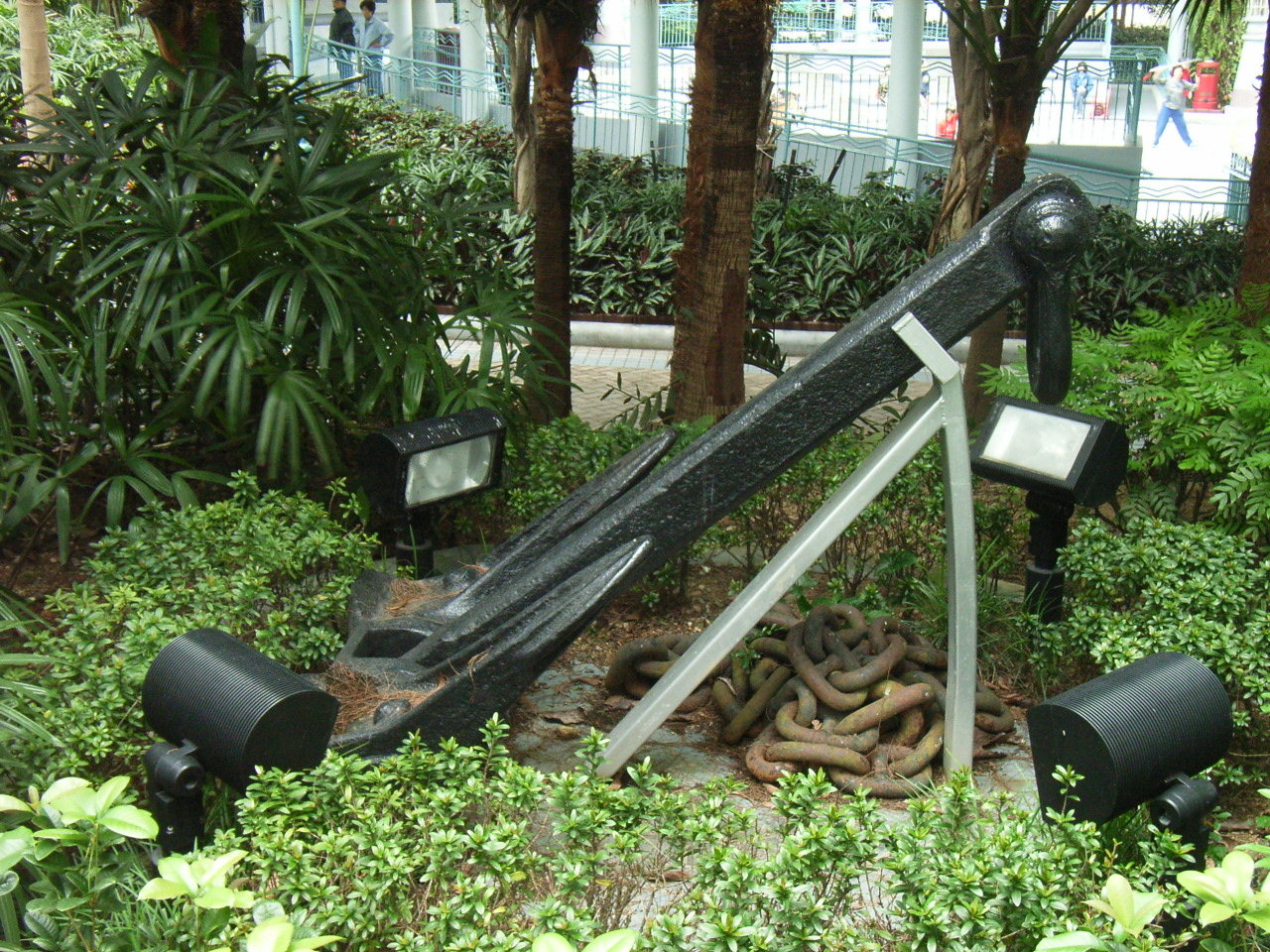
古航物展品：錨
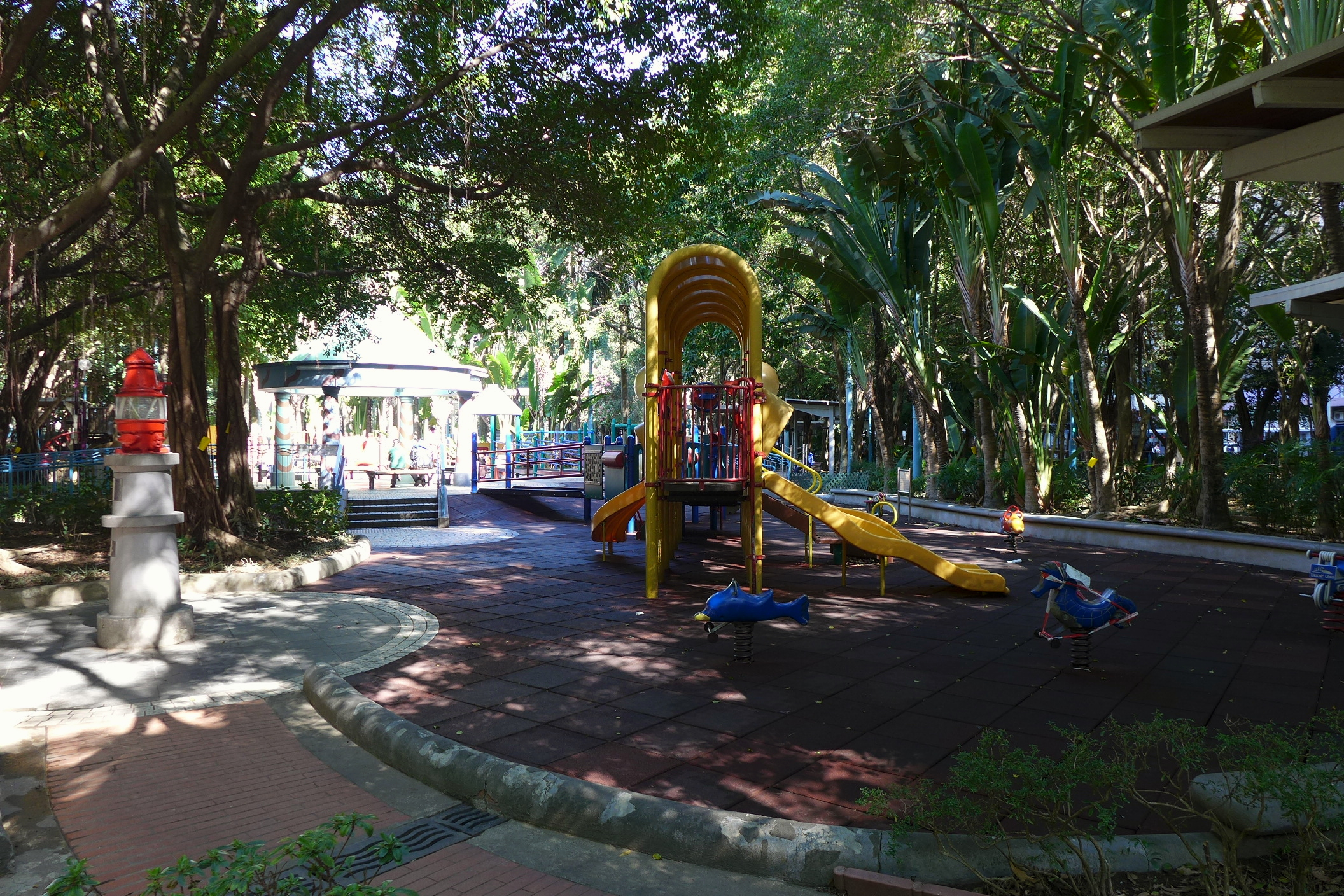
兒童遊樂場
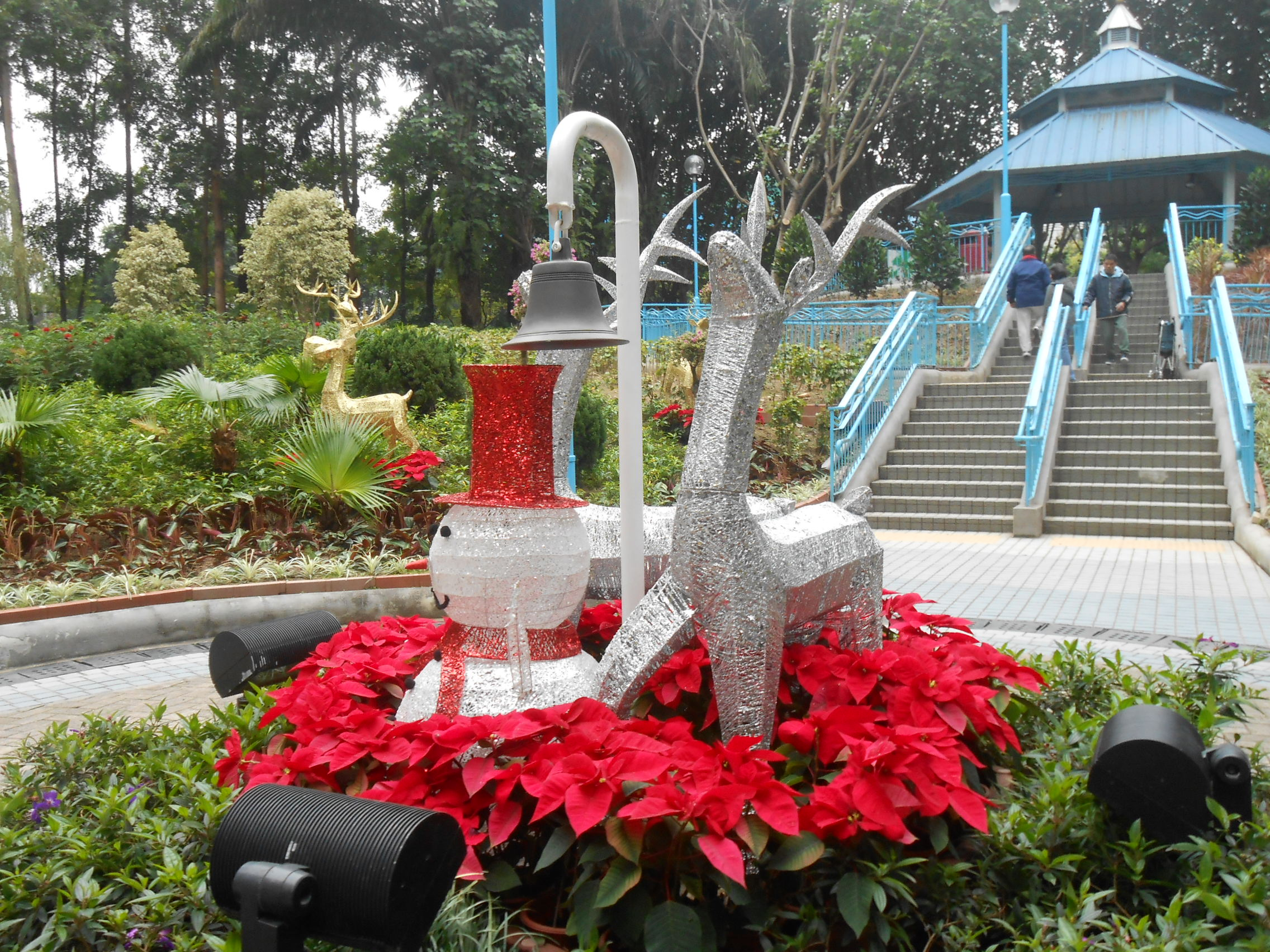
在內定時有裝飾，圖中為2012年聖誕裝飾

## 位置
它東有西祥街北新堅尼地城游泳池，北有城西道西環貨物裝卸區以及卑路乍灣海濱長廊，西有山市街，南面對前堅彌地城海旁及荷蘭街堅城中心。

## 公園內設施
- 中央草坪
- 露天劇場
- 觀日亭
- 露天兒童遊樂場
- 健身徑
- 公共洗手間
- 古航海物展品

## 註腳
1. ↑   (PDF). 建築署.   [2011年11月22日]. （原始内容存档 (PDF)于2014年12月31日） （中文（繁體））.
2. ↑   (PDF).   [2007-09-07]. （原始内容存档 (PDF)于2007-09-30）.

## 站外鏈結
- 中原地圖[]